# 이와타촌 (후쿠오카현)
이와타촌(岩田村)은 후쿠오카현의 남부, 미이케군에 있던 촌이다.

## 지리
야베강 지류인 이에강 좌안 중류에 위치했다.

## 역사
- 1889년 4월 1일 - 정촌제 시행에 의해 미이케군 이와타촌이 성립하였다.
- 1931년 10월 1일 - 후타카와촌, 에노우라촌과 합병해 다카타촌이 신설하여 소멸했다.

## 참고문헌
- 角川日本地名大辞典 40 福岡県
- 『市町村名変遷辞典』東京堂出版、1990年。